# 빌프리트 판 무르
빌프리트 판 무르(네덜란드어: Wilfried van Moer, 1945년 3월 1일, 오스트-플란데런 주 베베런 ~ 플람스-브라반트 주 뢰번)는 벨기에의 전 축구 선수로, 벨기에 골든 슈를 3차례 차지했는데, 1번은 로열 앤트워프 시절 1966년에, 다른 2번은 1969년과 1970년에 스탕다르 리에주 시절에 획득했다.
1966년 전, 판 무르는 베베런에서 활약했다. 그는 1980년대 초에 베링언을 잠깐 거쳐 친정으로 복귀했다.
그는 1966년부터 1982년까지 벨기에 국가대표팀 경기에 57번 출전해 9골을 넣었는데, 첫 출전 경기는 1966년 10월 22일에 열린 스위스와의 친선경기로, 1-0으로 이겼다. 판 무르는 자국을 대표로 1970년과 1982년에 2차례 월드컵에 참가했고, 유로 1980에도 참가해 준우승을 거두었다.

## 클럽 경력
베베런-바스 출신인 판 무르는 당시 벨기에 3부 리그에 속해 있던 베베런-바스에서 축구를 시작했다. 1965년에는 1부 리그에서의 출전 기회를 잡고, 전기공으로 근무하던 시로 이주하기 위해 로열 앤트워프로 이적했다. 그는 1965년에 위니옹 생-질루아즈전에서 앤트워프 신고식을 치렀다. 1966년 시즌 종료 후, 그는 생애 첫 벨기에 골든 슈를 수상했는데, 그에 앞서 같은 해에 첫 국가대표팀 경기에 출전했다.
판 무르는 해리 게임 감독의 지도 하에 우측면에서 본인이 선호하지 않는 중앙으로 자리를 옮겼고, 이로 인해 또다른 벨기에의 거성 제프 쥐리옹이 국가대표팀에 차출되게 했다
1968년에 앤트워프가 강등되면서, 스탕다르 리에주로의 이적이 성사되었고, 판 무르는 쾰른의 제의를 거절하고 벨기에 무대에 남았고, 구두 계약을 맺었던 클뤼프 브뤼허의 제의도 그를 이적을 성사시키지 못했다. 그는 당시 €150,000에 달하는 벨기에 역대 최고 이적료 기록을 세웠다.
이후, 그는  스탕다르에서 전성기를 보내며 1969년, 1970년, 그리고 1971년에 리그를 우승했고, 1969년과 1970년에 벨기에 골든 슈도 수상해, 벨기에 최우수 선수로 3번 지명된 선수가 되었다.
리그 무대에서, 그는 1976년에 스탕다르를 떠나 림뷔르흐 연고의 1부 리그 구단인 베링언에서 몇 년 활약했다.(그는 림뷔르흐 주도인 하설트에서 카페를 운영하기도 했다) 1980년, 다시 의욕을 되찾은 그는 친정 구단 베베런으로 복귀해(1979년에 리그 정상에 올랐었다) 2년을 더 활약하다가 림뷔르흐 연고의 또다른 구단인 신트-트라위던에서 은퇴했는데, 그는 이 구단에서 선수 겸 감독을 역임했다.

## 국가대표팀 경력

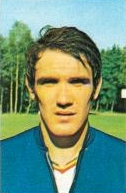
1970년, 벨기에 국가대표팀의 판 무르

판 무르는 벨기에 국가대표팀의 주전으로 1970년 월드컵에 참가해 3-0으로 이긴 엘살바도르전에서 2골을 기록했는데, 이 경기에서 벨기에는 이 대회에서 이 경기에서만 1승을 거두는 데 그쳤다. 2년 후, 그는 자국의 유로 1972 본선행을 이끌었다. 벨기에가 8강전에서 , 이탈리아에서 열린 1차전을 득점 없는 무승부로 치르고 안데를레흐트의 안방 콩스탕 반덴 스토크 경기장에서 열린 전반 도중에 선제골을 기록했다. 그러나, 이후 벨기에 국가대표팀에 오랜 기간 출전하지 못했다. 전반 종료 직전, 판 무르는 쇄도하며 판 무르의 다리에 부상을 입혔고, 벨기에가 2-1로 이긴 이 경기를 씁쓸하게 마무리했다.
회복에 성공하고도, 다리 외 여러 차례 부상을 당해 3년 동안 국가대표팀 경기에 출전하지 못했다. 1979년 10월, 직전 붉은 악마 군단의 경기에 출전하고 4년 반이 흘러 34세가 된 그의 국가대표팀 복귀전은 요원해 보였다. 그러나, 의지 넘치는 기 티 벨기에 국가대표팀 감독은 다르게 생각했다. 판 무르는 패배주의에 붙잡힌 벨기에 선수단의 귀감이 될 선수였는데, 벨기에는 포르투갈과의 유럽 선수권 대회 예선전에 '모든 것을 거는' 도박을 감행했다. 판 무르는 선제골을 창출한 비장의 무기로, 이 경기 결과는 2-0 승리였다. 판 무르는 스코틀랜드와의 안방과 원정 두 경기를 모두 승리로 장식하는데 일조했고, 벨기에는 이탈리아에서 열린 대회 본선에 올랐다.
서독과의 대회 결승전 승부처는 호르스트 흐루베슈의 2골이 되었지만, 벨기에 중원을 책임진 판 무르는 지치지 않는 체력을 과시했다. 그는 출전한 모든 경기에서 맹활약하며 판을 깔고, 공을 잡아 전진하고, 버릴 데 없는 활약을 펼쳐 역동적이었던 벨기에 선수단을 사상 첫 결승에 올려놓는데 성공했다. 판 무르는 35세임에도 불구하고 대회에서 최고의 활약을 펼쳤고, 그 결과 카를-하인츠 루메니게, 베른트 슈스터, 그리고 미셸 플라티니에 이어 그 해 발롱도르 결선 투표 4위에 이름을 올렸다.
판 무르는 2년 뒤에도 국가대표팀 일원으로 주요 대회를 치렀는데, 12년 만에 벨기에가 복귀한 월드컵 무대에 참가했다. 에리크 헤러츠 주장이 부재중이었던 폴란드와의 2차 조별 리그 경기에서, 그는 전반 종료와 함께 프랑수아 판 데르 엘스트와 교체되어 나가 마지막 경기를 치렀다. 벨기에는 전반 종료시까지 2골차로 끌려갔고, 결국 이 경기에서 폴란드의 주전 공격수이자 이 경기 유일한 득점자 즈비그니에프 보니에크에게 해트트릭을 내주며 0-3으로 완패했다.

## 감독 경력
현역 은퇴 후, 그는 신트-트라위던, 베베런, 아선트, 그리고 디스트를 지도했지만, 벨기에 축구 선수 평균에 어느 정도 미치지 못하는 실망스러운 행보를 보였다.
그는 벨기에 왕립 축구 협회로부터 1995년에 파울 판 힘스트를 보좌하며 몇 차례 대패를 당한 붉은 악마 군단을 보조하게 되었다.
그러나, 왕립 축구 연맹과 언론 관계자들은 1997년에 그의 소통력 부족에 불만을 드러냈고, 그 결과, 조르주 레이컨스가 그의 후임 감독으로 취임했다. 그는 그 후로 더 이상 감독일을 하지 않고 있다.

## 최후
2021년 8월 24일, 판 무르는 뢰번의 병원에서 뇌출혈로 영면에 들었다.

## 수상
스탕다르 리에주
- 벨기에 1부 리그: 1968–69, 1969–70, 1970–71
- 벨기에 리그컵: 1975

벨기에
- 유럽 선수권 대회 준우승: 1980[5]
- 벨기에 스포츠 공로상: 1980[6]

개인
- 벨기에 골든 슈: 1966, 1969, 1970[7]
- 스포르트 유럽의 이상적 선수단 11인: 1972[8]
- 발롱도르 4위: 1980[9]
- 발롱도르 후보: 1971,[10] 1981[11]
- 20세기 벨기에 골든 슈 3위: 1995[12]
- 은빛 11인(벨기에 골든 슈 수상 50주년 최우수 선수단): 2003[13]
- 역대 최우수 골든 슈 선수단: 2011[14]
- IFFHS 역대 최고의 벨기에 선수단 11인: 2021[15]